# Azygocypridina birsteini
Azygocypridina birsteini is een mosselkreeftjessoort uit de familie van de Cypridinidae. De wetenschappelijke naam van de soort is voor het eerst geldig gepubliceerd in 1961 door Rudjakov.